# Тамула
Тамула (эст. и выруск. Tamula järv) — озеро на юго-западе города Выру, Эстония, уезд Вырумаа. Находится на высоте 69 м над уровнем моря. Площадь озера — 2,313 км², глубина до 7,5 метров.
Озеро имеет овальную форму. В озеро впадает ручей Кубия, а также некоторые канавы. Из озера вытекает река Выханду — самая длинная река Эстонии.
Неолитические жители Прибалтики, известные по могильнику Тамула, относились к культуре ямочно-гребенчатой керамики.